# Zaikivka, Bilokurakîne
Zaikivka (în ucraineană Заіківка) este un sat în comuna Oleksiivka din raionul Bilokurakîne, regiunea Luhansk, Ucraina.

## Demografie
Componența lingvistică a localității Zaikivka
     Ucraineană (95,75%)
     Rusă (4,25%)
Conform recensământului din 2001, majoritatea populației localității Zaikivka era vorbitoare de ucraineană (95,75%), existând în minoritate și vorbitori de rusă (4,25%).